# Cimayang (Bojongmanik)
Cimayang is een bestuurslaag in het regentschap Lebak van de provincie Banten, Indonesië. Cimayang telt 2685 inwoners (volkstelling 2010).